# Contea di Clark (Arkansas)
La contea di Clark, in inglese Clark County, è una contea dello Stato dell'Arkansas, negli Stati Uniti. La popolazione al censimento del 2000 era di 23 546 abitanti. Il capoluogo di contea è Arkadelphia. Il nome della contea le è stato dato in onore a William Clark, governatore del territorio del Missouri, che comprendeva anche l'attuale Arkansas.

## Geografia fisica
La contea si trova nella parte sud-occidentale dell'Arkansas. L'U.S. Center Bureau certifica che l'estensione della contea è di 2286 km², di cui 2241 km² composti da terra e i rimanenti 45 km² composti di acqua.

### Contee confinanti
- Contea di Hot Spring (Arkansas) - nord-est
- Contea di Dallas (Arkansas) - est
- Contea di Ouachita (Arkansas) - sud-est
- Contea di Nevada (Arkansas) - sud-ovest
- Contea di Pike (Arkansas) - ovest
- Contea di Montgomery (Arkansas) - nord-ovest

### Principali strade ed autostrade
- Interstate 30
- U.S. Highway 67
- Highway 7
- Highway 8
- Highway 26
- Highway 51
- Highway 53

## Storia
La contea di Clark fu costituita il 15 dicembre 1818.

## Città e paesi
| - Amity - Alpine - Arkadelphia | - Caddo Valley - Curtis - Gum Springs | - Gurdon - Okolona - Whelen Springs |